# Olaf II de Dinamarca
Olaf II (Akershus, 1370 - Falsterbo, 3 de agosto de 1387). Rey de Dinamarca (1375 - 1387) y de Noruega (1380 - 1387), con el nombre de Olaf IV. Hijo de los reyes Haakon VI de Noruega y Margarita I de Dinamarca.
Siendo menor de edad, accedió al trono danés tras la muerte de su abuelo materno Valdemar IV en 1375. A la muerte de su padre, subió al trono noruego, en 1380. En ambos reinados, gobernó bajo la regencia de su madre.
Murió de forma prematura a los 16 años de edad. Tras su muerte, Margarita unió los tres reinos escandinavos en una unión personal.